# Khilji
Khilji (nep. खिल्जी) – gaun wikas samiti w zachodniej części Nepalu w strefie Lumbini w dystrykcie Arghakhanchi. Według nepalskiego spisu powszechnego z 2011 roku liczył on 800 gospodarstw domowych i 3279 mieszkańców (1895 kobiet i 1384 mężczyzn).